# Erzbistum Barranquilla
Das Erzbistum Barranquilla (lat.: Archidioecesis Barranquillensis, span.: Arquidiócesis de Barranquilla) ist eine in Kolumbien gelegene römisch-katholische Diözese mit Sitz in Barranquilla. Es umfasst das kolumbianische Departamento Atlántico.

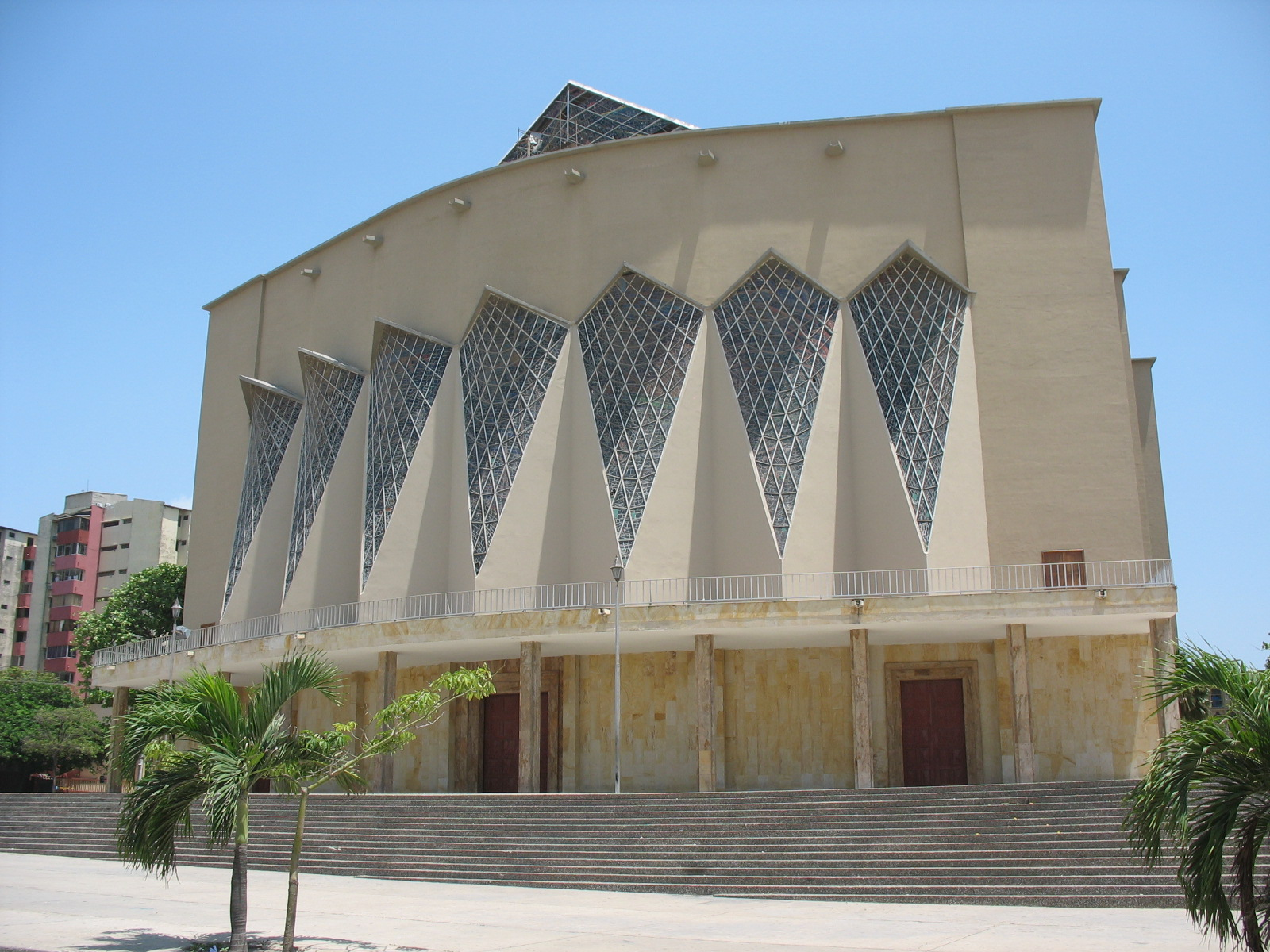
Catedral Metropolitana de María Reina

## Geschichte
Papst Pius XI. gründete das Bistum Barranquilla am 7. Juli 1932 mit der Bulle Maxime quidem aus Gebietsabtretungen des Erzbistums Cartagena, dem es auch als Suffragandiözese unterstellt wurde.
Mit der Apostolischen Konstitution Recta rerum  wurde es am 25. April 1969 in den Rang eines Metropolitanerzbistums erhoben.

## Ordinarien

### Bischöfe von Barranquilla
- Luis Calixto Leiva Charry (21. November 1933 – 16. Mai 1939)
- Julio Caicedo Téllez SDB (26. Juni 1942 – 23. Februar 1948, dann Bischof von Cali)
- Jesús Antonio Castro Becerra (19. August 1948 – 18. Dezember 1952, dann Bischof von Palmira)
- Francisco Pérez Gallego (3. Februar 1953 – 18. Dezember 1958, dann Bischof von Cali)
- Germán Villa Gaviria CIM (3. Februar 1959 – 25. April 1969)

### Erzbischöfe von Barranquilla
- Germán Villa Gaviria CIM (25. April 1969 – 11. Mai 1987)
- Felix Maria Torres Parra (11. Mai 1987 – 18. März 1999)
- Jesús Rubén Salazar Gómez (18. März 1999 – 8. Juli 2010, dann Erzbischof von Bogotá)
- Jairo Jaramillo Monsalve (13. November 2010 – 14. November 2017)
- Pablo Emiro Salas Anteliz (seit 14. November 2017)

## Statistik
| Jahr | Bevölkerung | Bevölkerung | Bevölkerung | Priester   | Priester           | Priester         | Priester               | Ständige Diakone | Ordensleute | Ordensleute | Pfarreien |
| Jahr | Katholiken  | Einwohner   | %           | Gesamtzahl | Diözesan- priester | Ordens- priester | Katholiken je Priester | Ständige Diakone | männlich    | weiblich    | Pfarreien |
| ---- | ----------- | ----------- | ----------- | ---------- | ------------------ | ---------------- | ---------------------- | ---------------- | ----------- | ----------- | --------- |
| 1950 | 320.000     | 330.500     | 96,8        | 66         | 21                 | 45               | 4.848                  |                  | 94          | 268         | 22        |
| 1959 | 550.000     | 587.960     | 93,5        | 78         | 33                 | 45               | 7.051                  |                  | 98          | 295         | 30        |
| 1965 | 607.429     | 723.609     | 83,9        | 108        | 57                 | 51               | 5.624                  |                  | 126         | 479         | 45        |
| 1970 | 800.000     | 868.000     | 92,2        | 111        | 53                 | 58               | 7.207                  |                  | 113         | 550         | 53        |
| 1976 | 1.050.000   | 1.100.000   | 95,5        | 115        | 52                 | 63               | 9.130                  |                  | 120         | 560         | 59        |
| 1980 | 1.130.000   | 1.215.000   | 93,0        | 107        | 53                 | 54               | 10.560                 |                  | 96          | 522         | 59        |
| 1990 | 1.453.000   | 1.713.000   | 84,8        | 123        | 70                 | 53               | 11.813                 |                  | 83          | 552         | 66        |
| 1999 | 1.402.535   | 2.081.038   | 67,4        | 141        | 103                | 38               | 9.947                  |                  | 50          | 474         | 70        |
| 2000 | 1.800.000   | 2.250.000   | 80,0        | 157        | 109                | 48               | 11.464                 |                  | 61          | 474         | 80        |
| 2001 | 1.930.000   | 2.380.000   | 81,1        | 173        | 125                | 48               | 11.156                 |                  | 59          | 456         | 110       |
| 2002 | 2.050.000   | 2.420.000   | 84,7        | 178        | 119                | 59               | 11.516                 |                  | 80          | 346         | 112       |
| 2003 | 2.000.000   | 2.460.000   | 81,3        | 180        | 121                | 59               | 11.111                 |                  | 83          | 323         | 113       |
| 2004 | 1.985.000   | 2.452.000   | 81,0        | 173        | 114                | 59               | 11.473                 |                  | 80          | 326         | 117       |
| 2006 | 2.051.000   | 2.533.000   | 81,0        | 165        | 117                | 48               | 12.430                 |                  | 68          | 444         | 120       |
| 2012 | 2.243.000   | 2.766.000   | 81,1        | 153        | 113                | 40               | 14.660                 |                  | 74          | 321         | 143       |
| 2015 | 2.173.455   | 3.104.935   | 70,0        | 180        | 140                | 40               | 12.074                 |                  | 74          | 309         | 148       |